# Бреусов, Владимир Ефимович
Владимир Ефимович Бреусов (1925—2001) — советский воин-пехотинец в Великой Отечественной войне, Герой Советского Союза (1.11.1943). Подполковник запаса (2000). Заслуженный работник высшей школы Казахской ССР.

## Биография
Родился 25 июля 1925 года в городе Алма-Ата в рабочей семье.
После окончания восьми классов школы работал крепильщиком на шахте № 52 в Караганде. В 1941 году за совершение хищений был осуждён к лишению свободы. 
Был досрочно освобожден и в октябре 1942 года был призван на службу в Рабоче-крестьянскую Красную Армию. С июля 1943 года — на фронтах Великой Отечественной войны. К августу 1943 года красноармеец Владимир Бреусов был пулемётчиком 960-го стрелкового полка 299-й стрелковой дивизии 53-й армии Степного фронта. Отличился во время освобождения Украинской ССР.
15 августа 1943 года во время штурма высоты 201,7 у посёлка Полевая Дергачёвского района Харьковской области Бреусов вместе со своим пулемётом выдвинулся вперёд и уничтожил несколько солдат противника. Пулемётным огнём он обеспечил успешный захват высоты. В ходе отражения немецких контратак Бреусов уничтожил ещё несколько десятков солдат и офицеров противника.
Указом Президиума Верховного Совета СССР от 1 ноября 1943 года за «образцовое выполнение боевых заданий командования на фронте борьбы с немецкими захватчиками и проявленные при этом мужество и героизм» красноармеец Владимир Бреусов был удостоен высокого звания Героя Советского Союза с вручением ордена Ленина и медали «Золотая Звезда» за номером 2388.
В 1944 году Бреусов окончил курсы младших лейтенантов, в том же году вступил в ВКП(б). В 1946 году в звании старшего лейтенанта был уволен в запас.
В 1951 году окончил Алма-Атинский юридический институт, затем аспирантуру. Был кандидатом экономических наук, доцентом. В 1964—1972 годах Бреусов был заведующим кафедры политэкономии Казахского педагогического института, работал в институте до 1979 года.
После распада СССР Бреусов переехал в Москву, где прожил остаток своей жизни. Майор запаса (26.04.1995), подполковник запаса (2000).
Скончался 26 ноября 2001 года, похоронен на московском Бутовском кладбище.
Был также награждён орденом Отечественной войны 1-й степени, медалью «За отвагу», а также рядом других медалей. Почётный гражданин посёлка Полевая. В память о подвиге Бреусова и его товарищей на месте боёв установлен памятный знак, а на здании школы в Полевой установлена мемориальная доска.